# كرسول خيطي الشكل
كرسول خيطي الشكل (الاسم العلمي:Crassula filiformis) هو نوع نباتي يتبع جنس الكرسول من فصيلة الكرسولية.